# Község

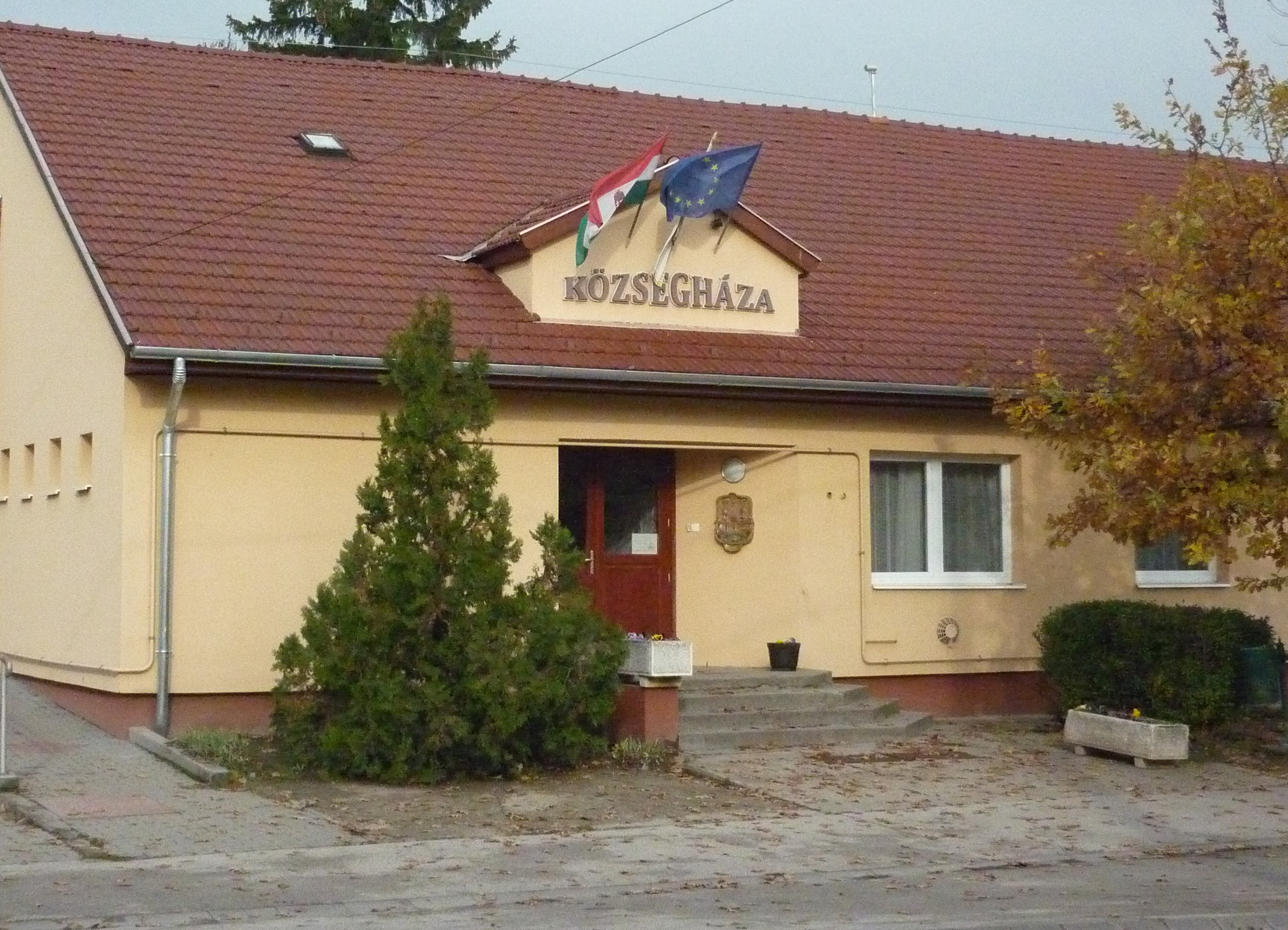
Községháza a Fejér vármegyei Káloz faluban

A község a közigazgatási rendszer területi és szervezeti alapegysége a legtöbb európai (és számos Európán kívüli) országban.
A község fogalmának két jelentése van. Egyfelől meghatározott területet értünk alatta, tehát a községnek határa, területnagysága, népessége stb. van. Másfelől az e területen működő politikai és közigazgatási intézményrendszert jelenti. Ebben az értelemben tehát a községnek szervei, szervezetei, intézményei, jogai, feladatai, választópolgárai, tisztségviselői stb. vannak.
A községek rendszere területi értelemben általában az adott ország egészét lefedi, bár előfordulnak kivételek (például Németország egyes tartományai, Oroszország egyes régiói, az Amerikai Egyesült Államok legtöbb állama). A községek területnagysága és népességszáma mind az átlagok, mind a szélsőségek tekintetében országonként igen változatos képet mutat. Az egyes országok községrendszerei intézményi értelemben szintén nagyon sokfélék. Ahol helyi (területi) önkormányzati rendszer működik, ott általában ennek területi alapegységét képezik.
A község településföldrajzi szempontból a fentiek értelmében lehet város, falu, város a környező falvakkal vagy falvak csoportja. Magyarországon és Romániában ugyanakkor 1950 óta a városokat nem nevezik községnek, ezért a község szó csak falusi közigazgatási alapegységre vonatkozik.

## Különbség község és falu között
A községet a falu fogalmától az különbözteti meg, hogy a község jogi és politikai kategória, míg a falu településföldrajzi fogalom. Magyarországon a kettő a közbeszédben gyakran összemosódik, mert a magyar önkormányzati rendszerben a hagyományos településformák közül a kisebbik (város és falu) és a helyi kormányzás legalsó szintje (város és község) nagymértékben egybeesik. Ráadásul a városi típusú településeknél az elnevezés is megegyezik (város – város).
Külföldön viszont, igen sok országban, a község a magyarországinál jóval nagyobb alapfokú önkormányzati egységet jelöl, gyakran várost is magába foglal a környező kisebb településekkel. Ennek a külföldi, nagy területű alapfokú közigazgatási egységnek a „hivatalos”, a szakirodalom által használt magyar neve ugyan „község”, a köznyelvben azonban ez nem eléggé terjedt el, és a gyakorlatban gyakran járásnak fordítják vagy más szóval jelölik.
A városi és nem-városi jellegű községet néhány más országban is megkülönböztetik, így Romániában, Lengyelországban és Ukrajnában.

## Községek Magyarországon
Magyarországon először az 1871. évi XVIII. törvénycikk (a községek rendezéséről) rögzítette, hogy „minden területnek valamely községhez kell tartoznia”. Ettől kezdve 1950-ig, a tanácsrendszer bevezetéséig az ország teljes területe községekre (helyhatóságokra) volt felosztva, melyek különböző kategóriákba tartoztak (kisközségek, nagyközségek, rendezett tanácsú városok – később megyei városok –, törvényhatósági jogú városok és Budapest). Az első tanácstörvénytől kezdve a jogalkotás a városokat nem nevezte tovább községeknek. Ettől kezdve tehát az ország területe városokra és községekre oszlott. Ezt a rendszert az Alkotmányt módosító 1990. évi LXIII. törvény, illetve az önkormányzati törvény is átörökítette. A korábbi község összefoglaló elnevezés helyét a helyhatóság elnevezés vette át. (A község, összetett szó: a „köz(igazgatási egy)ség” rövidült formája. A magyar nyelvben számos kifejezést találunk arra, amely megőrizte a „köz-” előtagot; ezzel utalva az utótag társadalmi jelentésére. Például: közjog, közhivatal, közgyűlés, közoktatás, közmunka, közélet stb.)
A magyarországi közigazgatási rendszer megkülönbözteti a község és a nagyközség fogalmát. Község olyan település lehet, amelynek legalább 300 lakosa van, más településektől elkülönülő, önálló saját arculata van, és képes önkormányzat alakítására és helyi közügyei ellátására. A nagyközség a községtől csak abban különbözik, hogy lakosainak száma legalább 5000 fő kell legyen. A község, illetve nagyközség élén a polgármester áll. A nagyközség megfelelő fejlettség esetén kérheti várossá nyilvánítását.
2022. május 1-jei állapot szerint az ország 3155 településéből 2807 község (ebből 127 nagyközség). Ezek a teljes népesség kb. 30%-ának adnak otthont. Az összes település egyharmada 500 főnél kisebb aprófalu, ezekben azonban csak a lakosság 3%-a él. Ezzel Magyarország közepesen városiasodott országnak számít.

## Községtípusok településszám szerint

### Települési méretű községek
Ilyenek például a magyarországi települések.

### Településcsoport méretű községek
Több országban – így Romániában, Szlovéniában, Horvátországban és Lengyelországban – a község a magyarországi megfelelőjétől eltérően több település összevont csoportját jelenti. Így nem működik minden településen helyi önkormányzat, hanem a községekhez tartozó egyes települések a képviselőik útján vesznek részt a közös községi önkormányzat munkájában.

### Járásnyi méretű községek
Néhány országban a községek tíznél több, akár több tucatnyi települést is egyesítenek, ami területi szempontból a járásnak felel meg. Ilyen méretű községek találhatóak például Szerbiában, Dániában, Hollandiában vagy Svédországban.

## Egyes országok községei

### Belgium
Belgiumban az 1960–70-es években végrehajtott közigazgatási reform során a kisebb településeket általában egy nagyobb várossal vonták össze és így alakították ki a „község” (hollandul: gemeenten; franciául: communes; németül: Gemeinden) alapfokú közigazgatási egységét. Ezek a belga közigazgatási rendszer legkisebb, önálló képviselőtestülettel és választott vezetővel rendelkező egységei. A községekhez több kisebb résztelepülés (deelgemeente, sections de commune, ancienne commune vagy commune avant fusion) tartozhat. A reform során a jelenlegi résztelepülések önálló kormányzata és képviselő testülete megszűnt.
Belgiumnak összesen 581 ilyen község van, 300 közülük öt tartományban Flandria területén, 262 ugyancsak 5 tartományban Vallóniában, a fennmaradó 19 pedig Brüsszel fővárosi régió területén.  tömörül.

### Hollandia
Hollandiában a helyi közigazgatásban nincs különbség város és falu vagy nagyközség között, minden település egyaránt „község” (hollandul gemeente), és mindet - szám szerint 441-et  -  azonos jogkörök illetnek meg.

### Lengyelország
Lengyelországban a közigazgatás és az önkormányzás hagyományos területi alapegysége a község (lengyelül gmina, ami az azonos jelentésű német gemeinde szóból származik). A gmina a magyar községeknél általában jóval nagyobb területet és lakosságot foglal magába, és rendszerint több, gyakran több tíz településből áll. A lengyel községrendszer legfőbb sajátossága azonban az, hogy bár a városok egy kisebb része külön községet alkot, többségük azonban a környező falvakkal közigazgatásilag összetartozik, ezenkívül számos falucsoportból álló község létezik. Ennek megfelelően a lengyel községeknek három fő típusa van: városi községek (307), városi-falusi községek (582) és falusi községek (1589) (2006-ban).

### Románia
A magyarországi szóhasználathoz hasonlóan Romániában is csak a falusi közigazgatási egységeket nevezik községnek (románul comună). A jelenleg is fennálló közigazgatási rendszert 1950-ben vezették be. Ekkor a több mint 10 ezer romániai települést kb. négyezer községgé és várossá vonták össze – ügyelve arra, hogy az így keletkezett községek lakossága és területe lehetőleg hasonló (néhány ezer fős) nagyságú legyen. Számos esetben majdnem tucatnyi településből jött létre egy község (például Nyárádszereda, Homoródszentmárton), az aprófalvas hegyvidékeken (például Fehér vagy Krassó-Szörény megyében) pedig egy község akár harmincnál több faluból is összetevődhetett. Így a jelenkori Erdély területén létező 1100 községet és várost kb. 5200 település alkotja.

### Szerbia
Szerbia több települést összefogó, legalsó szintű közigazgatási egysége (szerbül opština, magyarul község) általában egy községközpontként működő városból vagy nagyobb faluból és a körülötte fekvő kisebb falvakból áll. A közös önkormányzat a községközpontban működik. A szerbiai községek területük és népességük átlagos nagysága szerint a magyarországi járásokkal, illetve a volt kistérségekkel vethetők össze.

### Ukrajna
A község mint az ukrajnai közigazgatási rendszer alapegysége több éves előkészítő munkát követően az ukrajnai közigazgatási reform nyomán, 2020. június 12-én jelent meg. Ukrán elnevezése hromada (magyarul: közösség), vagy territorialna hromada (területi közösség). Székhelyének típusa szerint városi, városi típusú és falusi község különböztethető meg. A községek saját területi önkormányzattal (tanács, ukránul rada) rendelkeznek, melyek élén az elnök áll. A nagyobb községek kerületekre oszlanak, amelyek élén a sztaroszta áll.